# Ctenocolletes tricolor
Ctenocolletes tricolor is een vliesvleugelig insect uit de familie Stenotritidae. De wetenschappelijke naam van de soort is voor het eerst geldig gepubliceerd in 1983 door Houston.